# Anisoplia austriaca
Anisoplia austriaca är en skalbaggsart som beskrevs av Herbst 1783. Enligt Catalogue of Life ingår Anisoplia austriaca i släktet Anisoplia och familjen Rutelidae, men enligt Dyntaxa är tillhörigheten istället släktet Anisoplia och familjen bladhorningar. Arten har ej påträffats i Sverige.

## Underarter
Arten delas in i följande underarter:
- A. a. kurdistana
- A. a. major
- A. a. hordearia
- A. a. persica

## Bildgalleri

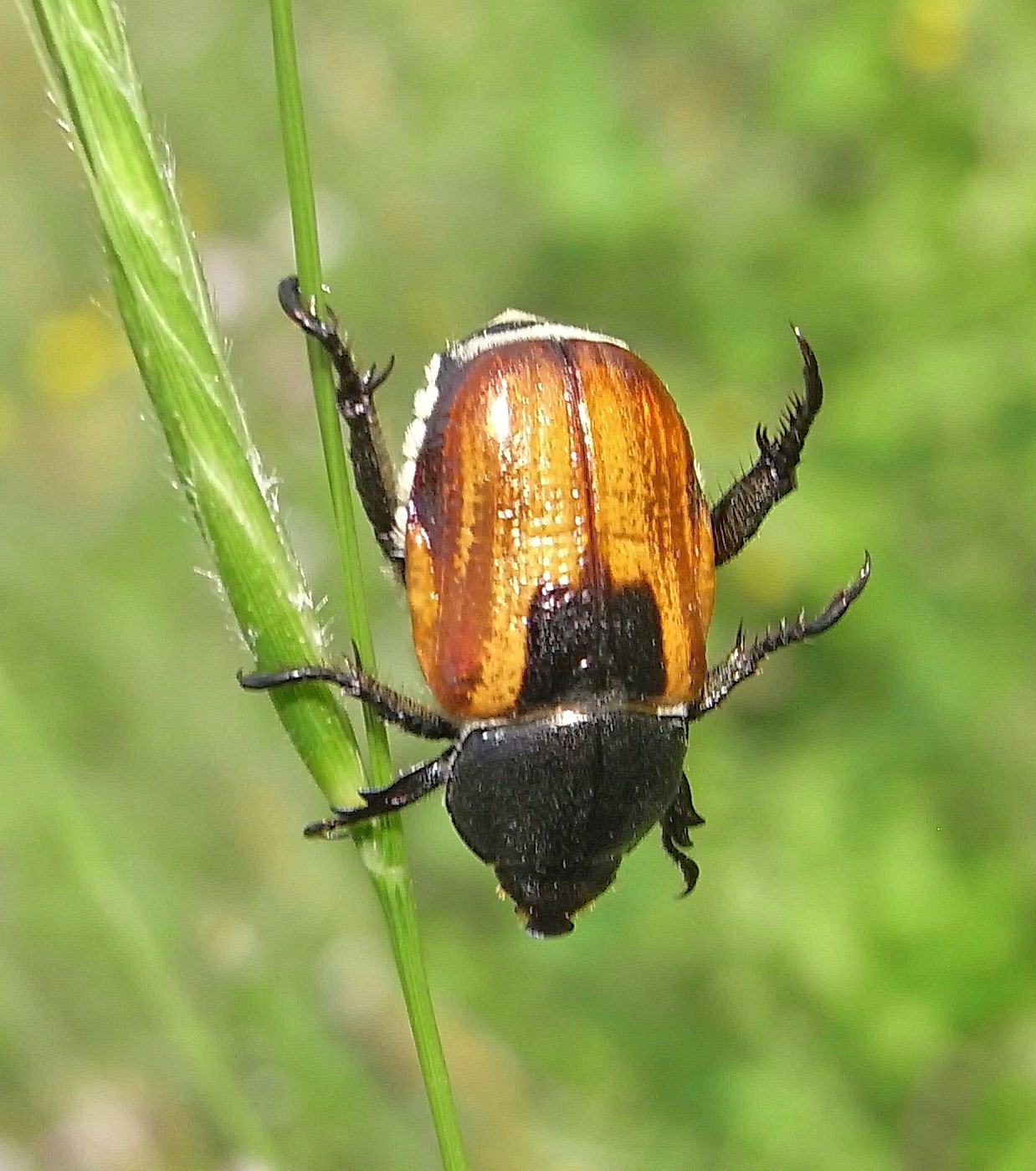
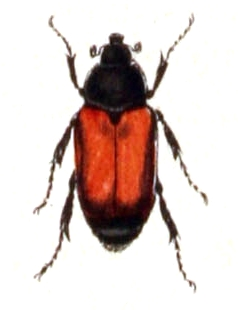